# Malthonica vallei
Malthonica vallei là một loài nhện trong họ Agelenidae.
Loài này thuộc chi Malthonica. Malthonica vallei được Paolo Marcello Brignoli miêu tả năm 1972.